# Cantó de Mézidon-Canon
El cantó de Mézidon-Canon és un cantó francès del departament de Calvados, situat al districte de Lisieux. Té 19 municipis i el cap es Mézidon-Canon.

## Municipis
- Les Authieux-Papion
- Biéville-Quétiéville
- Bissières
- Castillon-en-Auge
- Coupesarte
- Crèvecœur-en-Auge
- Croissanville
- Grandchamp-le-Château
- Lécaude
- Magny-le-Freule
- Méry-Corbon
- Le Mesnil-Mauger
- Mézidon-Canon
- Monteille
- Notre-Dame-de-Livaye
- Percy-en-Auge
- Saint-Julien-le-Faucon
- Saint-Laurent-du-Mont
- Saint-Loup-de-Fribois

## Història
| Data d'elecció                           | Identitat        | Partit          | Qualitat |
| ---------------------------------------- | ---------------- | --------------- | -------- |
| 1945-1951                                | Pierre Trébucien | RI              |          |
| 1951-1970                                | M. de Guerpel    | Divers droite   |          |
| 1970-1988                                | Henry Delisle    | CIR, després PS |          |
| 1988-2001                                | Jean Manchon     | RPR             |          |
| 2001-                                    | François Aubey   | PRG, després PS |          |
| les dades anteriors no són pas conegudes |                  |                 |          |
|                                          |                  |                 |          |

## Demografia
| A partir de 1990: Població sense dobles comptes |